# Apanteles angulatus
Apanteles angulatus är en stekelart som beskrevs av Granger 1949. Apanteles angulatus ingår i släktet Apanteles och familjen bracksteklar. Inga underarter finns listade i Catalogue of Life.